# 1939年支那派遣軍戰鬥序列
1939年支那派遣軍戰鬥序列為中国抗日战争第二期第一階段，投入中國戰場的日軍戰鬥序列。此序列編成於1939年，該派遣軍的總司令官為西尾壽造

## 戰鬥序列簡介
- 支那派遣軍總司令：西尾壽造，南京
- 第11軍：岡村寧次
  - 第6師團
  - 第106師團
  - 第33師團
  - 第13師團
  - 第3師團
  - 第101師團
  - 第4師團
  - 第40師團
- 第21軍：安藤利吉
  - 第5師團
  - 第18師團
  - 台灣混成旅團
  - 近衛旅團
  - 海軍陸戰隊
- 華南派遣軍
  - 第18師團
  - 第104師團
  - 近衛師團
  - 第38師團
  - 第28師團
- 隨棗方面軍
  - 第15師團
  - 第16師團
  - 騎兵第四旅團
  - 第13軍：藤田進（日语：藤田進 (陸軍軍人)）
  - 第116師團
  - 第15師團
  - 第17師團
  - 獨立第12旅團
  - 第22師團
  - 獨立第11師團
- 華北派遣軍
- 12軍：飯田貞固
  - 21師團
  - 獨立第10旅團
  - 第32師團
  - 獨立第6旅團
  - 獨立第5旅團
  - 第27師團
  - 獨立第15旅團
  - 獨立第7旅團
  - 獨立第8旅團
  - 第110師團
  - 第33師團
- 第1軍
  - 第37師團
  - 第41師團
  - 獨立第16旅團
  - 獨立第9旅團
  - 獨立第3旅團
  - 獨立第4旅團
  - 第36師團
- 蒙疆駐屯軍：岡部直三郎
  - 第26師團
  - 獨立第2旅團